# Виентиес, Оскарс
Оскарс Виентиес (латыш. Oskars Vientiess; род. 8 октября 2002, Рига) — латвийский футболист, полузащитник клуба «Метта».

## Карьера
Воспитанник футбольного клуба «Метта», в котором начал заниматься с 6 лет. В 2016 году вместе с командой до 14 лет прошёл в финал кубка Казачёнка. В 2019 году стал подтягиваться к играм с основной командой. Дебютировал за клуб 30 сентября 2019 года в матче против РФС, выйдя на замену на 77 минуте. Затем еще дважды появился на поле в 2019 году.
В 2020 году стал больше закрепляться в основной команде. Первый матча сыграл 21 июня 2020 года в матче против «Лиепаи», выйдя на замену на 80 минуте. Первым результативным действием отличился 30 июля 2020 года в матче всё против той же «Лиепаи», записав на свой счёт первую результативную передачу. В основном оставался игроком замены, сыграв только несколько матчей, выйдя на поле в стартовом составе. В апреле 2021 года продлил контракт с клубом до 2025 года. В сезоне 2021 года всё еще оставался игроком замены, однако чаще стал появляться в заявках клуба на матчи. Также в сезоне смог отличиться результативной передачей 13 июля 2021 года в матче против клуба «Ноа Юрмала».
Сезон 2022 года начал в роли ключевого опорного полузащитника клуба. Первый матч сыграл 13 марта 2022 года против клуба «Ауда». В матче 1/8 Кубка Латвии 10 июля 2022 года против «Саласпилса» забил свой дебютный гол и помог с разгромным счётом 13:0 пройти в четвертьфинальный этап. В следующем матче 16 июля 2022 года против «РФШ» впервые вышел на поле с капитанской повязкой. Окончил сезон на 9 предпоследнем месте в турнирной таблице, отправившись в стыковые матчи. По итогу стыковых матчей против клуба «Гробиня» смогли сохранить прописку в высшем дивизионе.
Первый матч в сезоне сыграл 18 марта 2023 года против клуба «Ауда». В рамках 1/8 финала Кубка Латвии в матче 16 июля 2023 года в стадии серии пенальти уступили клубу «Лиепая». Дебютный гол за клуб забил 23 сентября 2023 года в матче против клуба «Тукумс 2000». По итогу сезона закончил чемпионат на предпоследнем итоговом месте в зоне переходных матчей. По итогу стыковых матчей футболист вместе с клубом победили клуб «Скансте» и сохранили прописку в чемпионате.
Новый сезон футболист начал 10 марта 2024 года в матче против клуба «Валмиера», выйдя на поле в стартовом составе.

## Международная карьера
В 2018 году неоднократно вызывался в юношескую сборную Латвии до 17 лет. В октябре 2018 года отправился вместе со сборной на квалификационные матчи на юношеский чемпионат Европы до 17 лет. В 2019 году вызывался на товарищеские матчи в юношескую сборную Латвии до 18 лет.
В сентябре 2022 года получил вызов в молодёжную сборную Латвии. Дебютировал за сборную 27 сентября 2022 года в матче против Польши.
В октябре 2023 года футболист получил вызов в национальную сборную Латвии.